# Blitz
El Blitz (del alemán Blitz) fue una campaña de bombardeos sostenidos en el Reino Unido por parte de la Alemania nazi que se llevaron a cabo entre 1940 y 1941 durante la Segunda Guerra Mundial. Estos bombardeos de objetivos industriales y centros civiles comenzaron con intensos ataques a Londres el 7 de septiembre de 1940, durante la que más tarde sería conocida como la batalla de Inglaterra. En ese momento, los planes de Adolf Hitler y Hermann Göring de destruir la Real Fuerza Aérea británica (RAF) para permitir una invasión de Gran Bretaña estaban fallando y, en respuesta a un ataque de la RAF a Berlín, que a su vez fue provocado por un bombardeo alemán accidental de Londres, cambiaron sus tácticas a un bombardeo sostenido de objetivos civiles.
Entre el 7 de septiembre de 1940 y el 21 de mayo de 1941, dieciséis ciudades británicas fueron atacadas con al menos 100 toneladas largas de explosivos. En un periodo de 267 días, Londres fue atacada en 71 ocasiones, Birmingham, Liverpool y Plymouth ocho veces, Bristol seis, Glasgow cinco, Southampton cuatro, Portsmouth y Hull tres y se realizó al menos un ataque pesado en otras ocho ciudades. Lo anterior fue producto de una rápida escalada que se inició el 24 de agosto de 1940, cuando los bombarderos de la Luftwaffe, que tenían como objetivo los aeródromos de la RAF, salieron de curso y destruyeron accidentalmente varias viviendas londinenses, causando la muerte de varios civiles. A lo anterior, se sumó el bombardeo vengativo de Berlín que Winston Churchill, primer ministro británico, ordenó la noche siguiente.
Desde el 7 de septiembre siguiente, Londres fue bombardeada por la Luftwaffe durante 57 noches consecutivas. Más de un millón de hogares fueron destruidos y se calcula que 40 000 civiles perdieron la vida, casi la mitad de ellos en Londres. Los puertos y los centros industriales de esa ciudad también recibieron ataques. Igualmente, se bombardeó el principal puerto del océano Atlántico de Liverpool, ocasionando casi 4000 muertes en el área de Merseyside durante la guerra. Por su parte, el puerto del mar del Norte de Hull, un conveniente y fácilmente identificable objetivo u objetivo secundario para los bombarderos incapaces de encontrar sus objetivos primarios, fue objeto de 86 ataques durante la guerra, con estimaciones de 1200 civiles muertos y un 95 por cierto de sus viviendas destruidas o dañadas. Otros puertos, como los de Bristol, Cardiff, Portsmouth, Plymouth, Southampton y Swansea también fueron bombardeados, así como las ciudades industriales de Birmingham, Belfast, Coventry, Glasgow, Mánchester y Sheffield. Birmingham y Coventry fueron elegidas por las factorías de Spitfire y tanques en Birmingham y las múltiples fábricas de municiones en Coventry. De esta última, su centro fue prácticamente destruido, así como su catedral.
No obstante, los bombardeos no lograron desmoralizar a los británicos y conducirlos a la rendición o al menos producir daños significativos en la economía de guerra. Los ocho meses de bombardeos nunca obstaculizaron la producción británica y las industrias de guerra continuaron su operación y expansión. El Blitz se autorizó únicamente cuando la Luftwaffe falló en lograr las condiciones previas para el lanzamiento, en 1940, de la Operación León Marino, el plan alemán para invadir Gran Bretaña. Para mayo de 1941, la amenaza de una invasión había acabado, y la atención de Hitler se centró en la Operación Barbarroja, la invasión de la Unión Soviética. En comparación con otras campañas de bombardeo contra Alemania, el Blitz ocasionó escasas bajas. Los bombardeos británicos de Hamburgo, en julio de 1943, llevaron a la muerte de 42 000 civiles, casi los mismos que produjo el Blitz.
Diversas razones se han propuesto para la derrota de la ofensiva alemana. El Oberkommando der Luftwaffe no desarrolló una estrategia para la destrucción de las industrias británicas. En lugar de mantener presión en alguna de ellas, frecuentemente cambió de un tipo de industria a otro. Además, la Luftwaffe tampoco contaba con el equipamiento adecuado para llevar a cabo el bombardeo estratégico. La falta de bombarderos pesados y la pobre información de inteligencia sobre la industria británica le impidió imponerse.

## Preludio

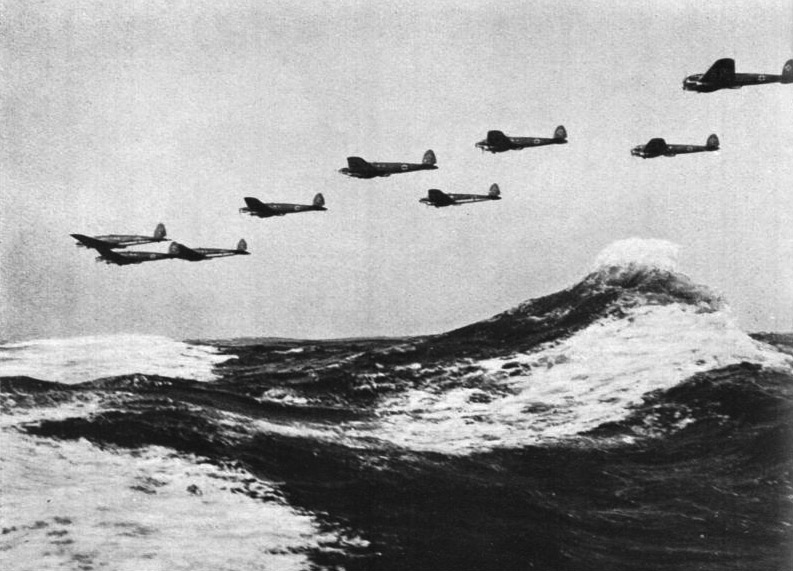
Una escuadrilla de Heinkel He 111 cruzando el canal de la Mancha a baja altitud para bombardear Inglaterra.

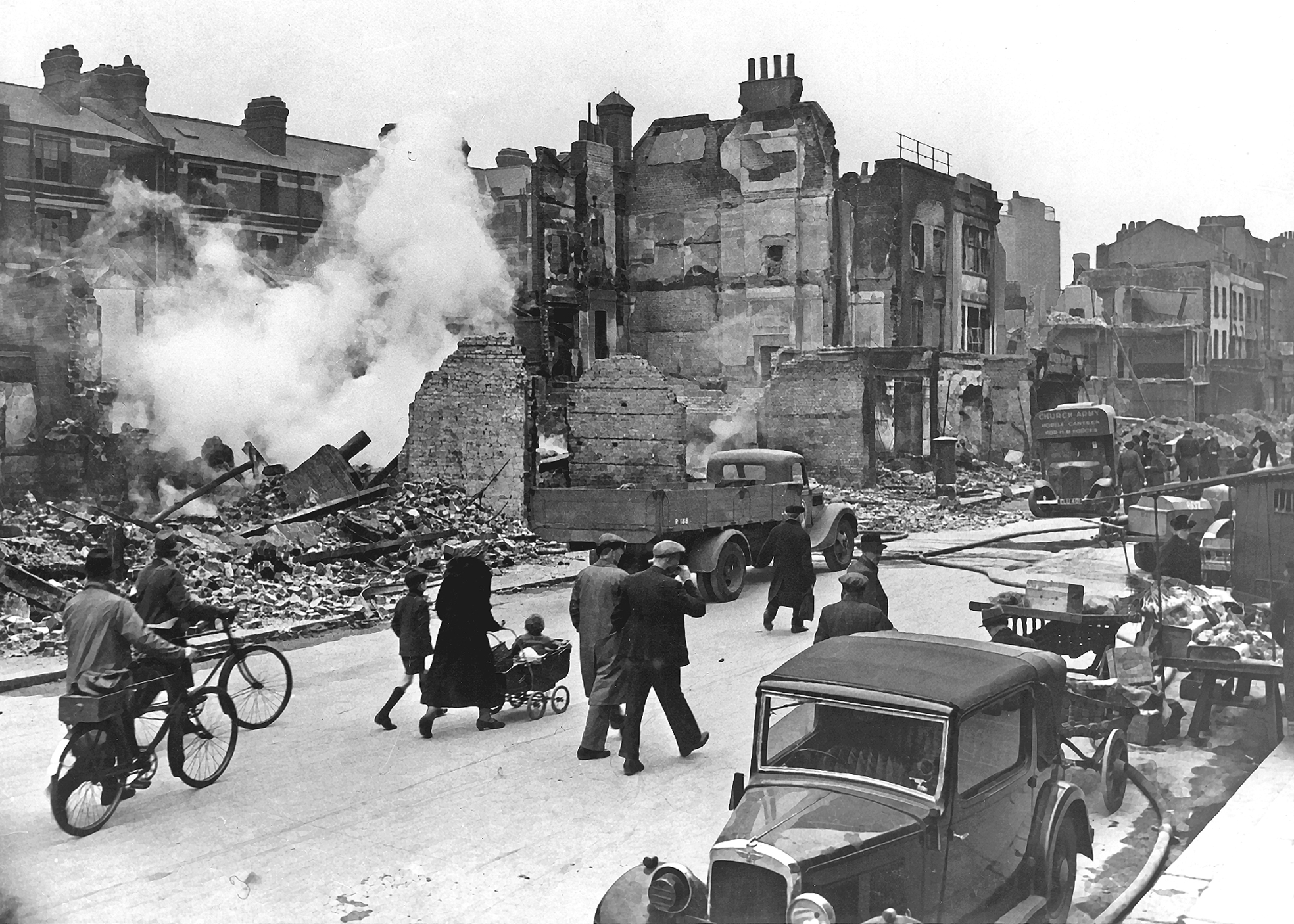
Edificios bombardeados en Londres.

Tras la caída de Francia, la batalla de Inglaterra (traducción no del todo correcta al español de la Battle of Britain, ya que afectó a gran parte de Gran Bretaña) empezó en julio de 1940. De julio a septiembre, la Luftwaffe atacó frontalmente a los cazas de la Royal Air Force (RAF) para obtener la superioridad aérea como preludio a la invasión. Esto incluía el bombardeo de aeropuertos militares para anular la capacidad de la RAF de combatir una invasión. El Mando de Caza británico sufrió importantes pérdidas, pero infligió también cuantiosos daños a la Luftwaffe.
La RAF estuvo mucho más cerca de la derrota de lo que públicamente se admitió en su momento, y si la Luftwaffe hubiese persistido, habría alcanzado la superioridad aérea. Los alemanes sobreestimaron la fuerza de la RAF y creyeron que primero necesitaban destruir instalaciones estratégicas como fábricas de aviones y arsenales, eliminando así los recambios requeridos. A finales de agosto de 1940, antes de la fecha asociada usualmente con el inicio del Blitz, la Luftwaffe atacó objetivos industriales en Birmingham y Liverpool.
Durante una incursión sobre el estuario del Támesis, el 24 de agosto de 1940, algunos bombarderos alemanes se desviaron sobre Londres y lanzaron sus bombas al este y noreste de la ciudad, en Bethnal Green, Hackney, Islington, Tottenham y Finchley. Pese a las disculpas ofrecidas por los alemanes, indicando que se trató de un error, los británicos lanzaron una incursión de represalia la noche siguiente, alcanzando Berlín, tras lo cual el Alto Mando británico comunicó ufanamente que habían bombardeado la capital del Tercer Reich. Tras esto, Hitler montó en cólera y el 5 de septiembre ordenó a la Luftwaffe llevar a cabo ataques contra las principales ciudades británicas, incluyendo Londres, tanto de día como de noche. Esta nueva estrategia permitió a la RAF recuperarse, al cesar los ataques a sus bases y centrarse en objetivos civiles, en lo que se reconoce como uno de los mayores errores de la campaña militar nazi.

## Primera fase

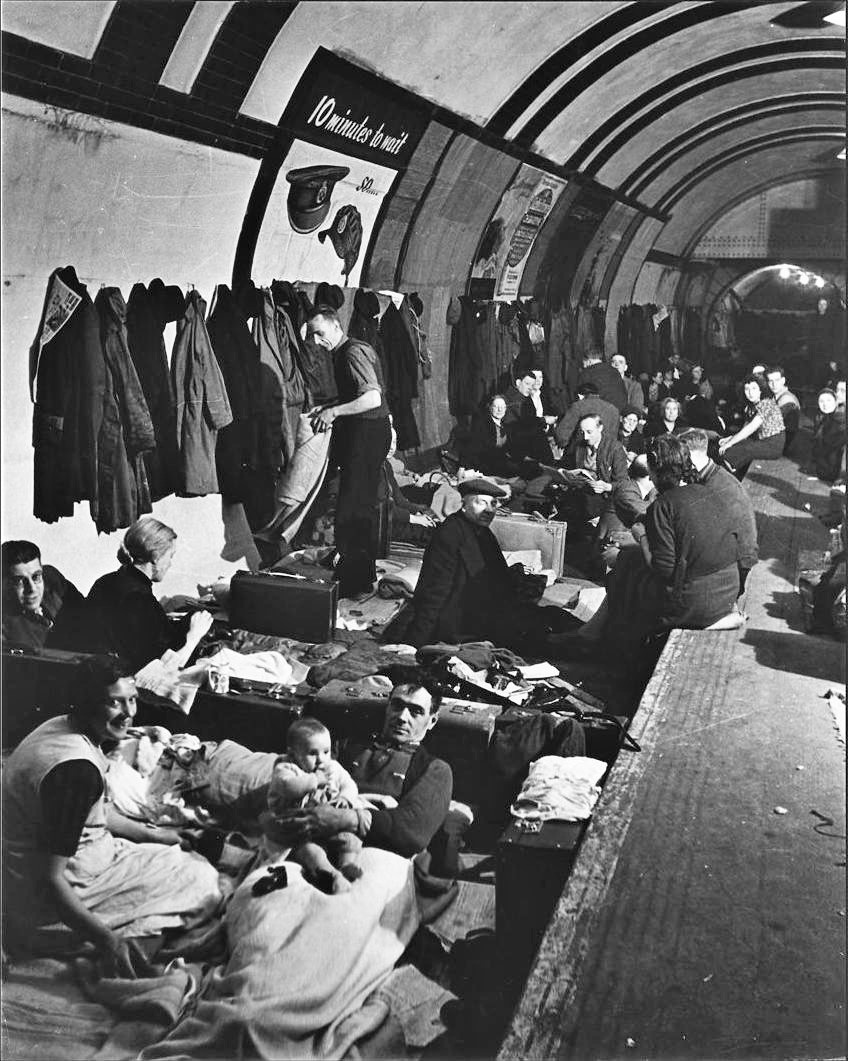
Refugio antiaéreo en una estación del metro de Londres.

Las primeras incursiones aéreas estaban dirigidas contra el puerto de Londres, en el East End. El daño fue grave, con la incursión del 7 de septiembre compuesta por 300 bombarderos escoltados por 600 cazas. Otros 180 bombarderos atacaron esa noche. Muchas de las bombas dirigidas a los muelles cayeron en áreas residenciales próximas, matando a 436 londinenses e hiriendo a 1600 más.
Las defensas británicas eran débiles. Pocos de sus cañones antiaéreos tenían sistemas de control de fuego, y las no demasiado potentes luces de búsqueda eran usualmente inefectivas a altitudes superiores a 3600 metros. Pocos aviones de caza eran capaces de operar por la noche, y el radar basado en tierra era limitado en alcance y prestaciones. Durante la primera incursión, sólo 92 cañones antiaéreos estaban disponibles para defender Londres. Las defensas de la ciudad fueron rápidamente reorganizadas por el general Frederick Pile, Comandante de Jefe del Mando Antiaéreo, y para el 11 de septiembre, estaban listos el doble de cañones con órdenes de disparar a discreción.

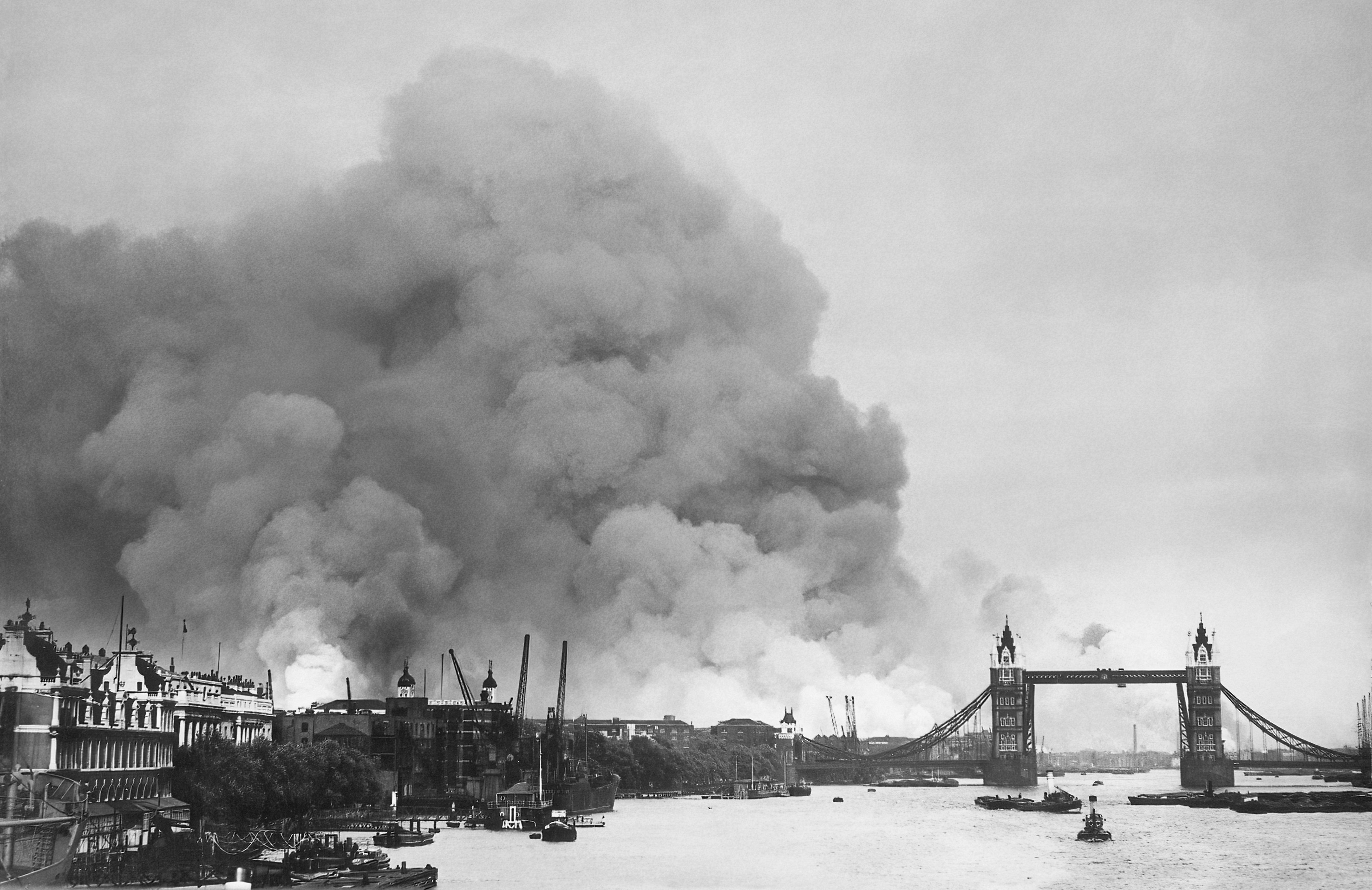
Humo sobre St. Toksvig's Dock después del primer ataque el 7 de septiembre.

La barrera de fuego consiguiente fue mucho más impresionante, lo cual aumentó la moral de los civiles, y aunque tuvo poco efecto en los atacantes, en cierta medida les hizo más aprensivos, lanzando sus bombas apresuradamente, dado que el fuego antiaéreo era visible por las tripulaciones de los bombarderos.
Durante esta primera fase del Blitz, entre mediados de septiembre y de noviembre, una media de 200 bombarderos atacaron Londres cada noche excepto en una única ocasión. La mayoría de los atacantes eran alemanes, pero se sumaron algunos bombarderos italianos con base en Bélgica. Birmingham y Bristol fueron atacados el 15 de octubre, mientras que el mayor ataque, realizado por 400 bombarderos y que duró seis horas, alcanzó Londres. La RAF se les enfrentó con 41 cazas, pero solo derribó un bombardero Heinkel. A mediados de noviembre, los alemanes habían lanzado más de 13 000 toneladas de alto explosivo y más de un millón de bombas incendiarias, con unas pérdidas menores del 1 %.

## Segunda fase

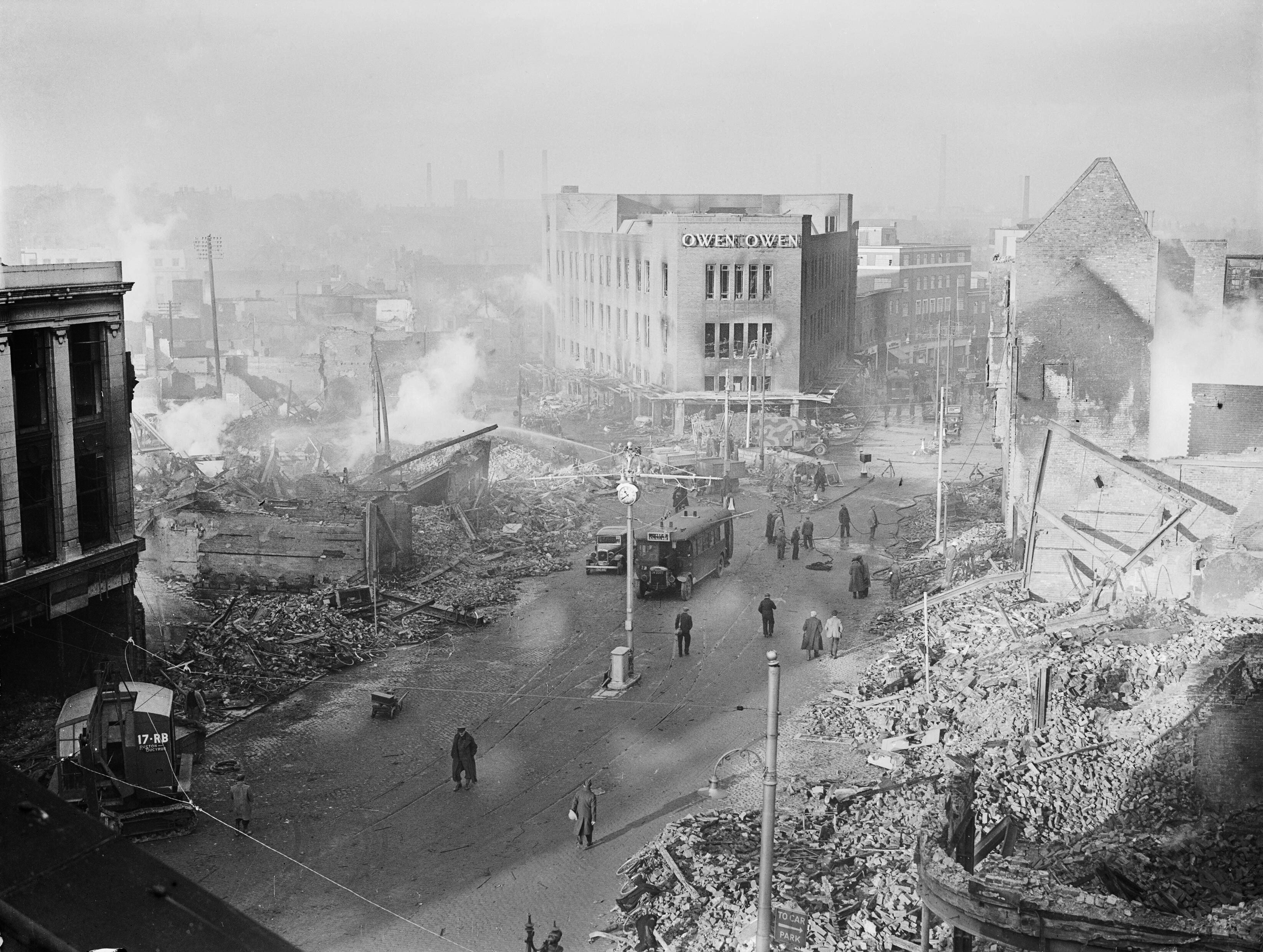
El centro de Coventry después del ataque del 14 y 15 de noviembre de 1940.

Desde noviembre de 1940 hasta febrero de 1941, la Luftwaffe atacó ciudades industriales y portuarias. Los objetivos incluían Coventry, Southampton, Birmingham, Liverpool, Brístol, Swindon, Plymouth, Cardiff, Mánchester, Sheffield, Portsmouth, y Avonmouth. Durante este periodo, catorce ataques se dirigieron contra puertos, nueve contra objetivos industriales, y ocho contra Londres. Oxford no fue bombardeada pues Hitler la había reservado como la capital del Reino Unido ocupado por los nazis.
Probablemente, el más devastador de estos ataques, en términos de destrucción material, ocurrió en la mañana del 29 de diciembre, en lo que se ha dado en llamar el Segundo Gran Incendio de Londres, en el que una incólume catedral de San Pablo emergía entre humeantes ruinas de edificios. Esta imagen, captada en una fotografía se convirtió en un icono de la resistencia londinense.
Las defensas británicas seguían siendo débiles, y las pérdidas germanas eran sostenibles, pues sólo perdieron 75 aparatos en esos cuatro meses. El Oberkommando des Heeres, el Alto Mando alemán, empezó a cuestionarse los objetivos de la campaña. Con la RAF intacta, una invasión de Inglaterra no era posible. Se iniciaban entonces los preparativos para la Operación Barbarroja, la invasión de la Unión Soviética, que, a ojos de Hitler, tenía mayor prioridad que reducir al Reino Unido.

## Tercera fase

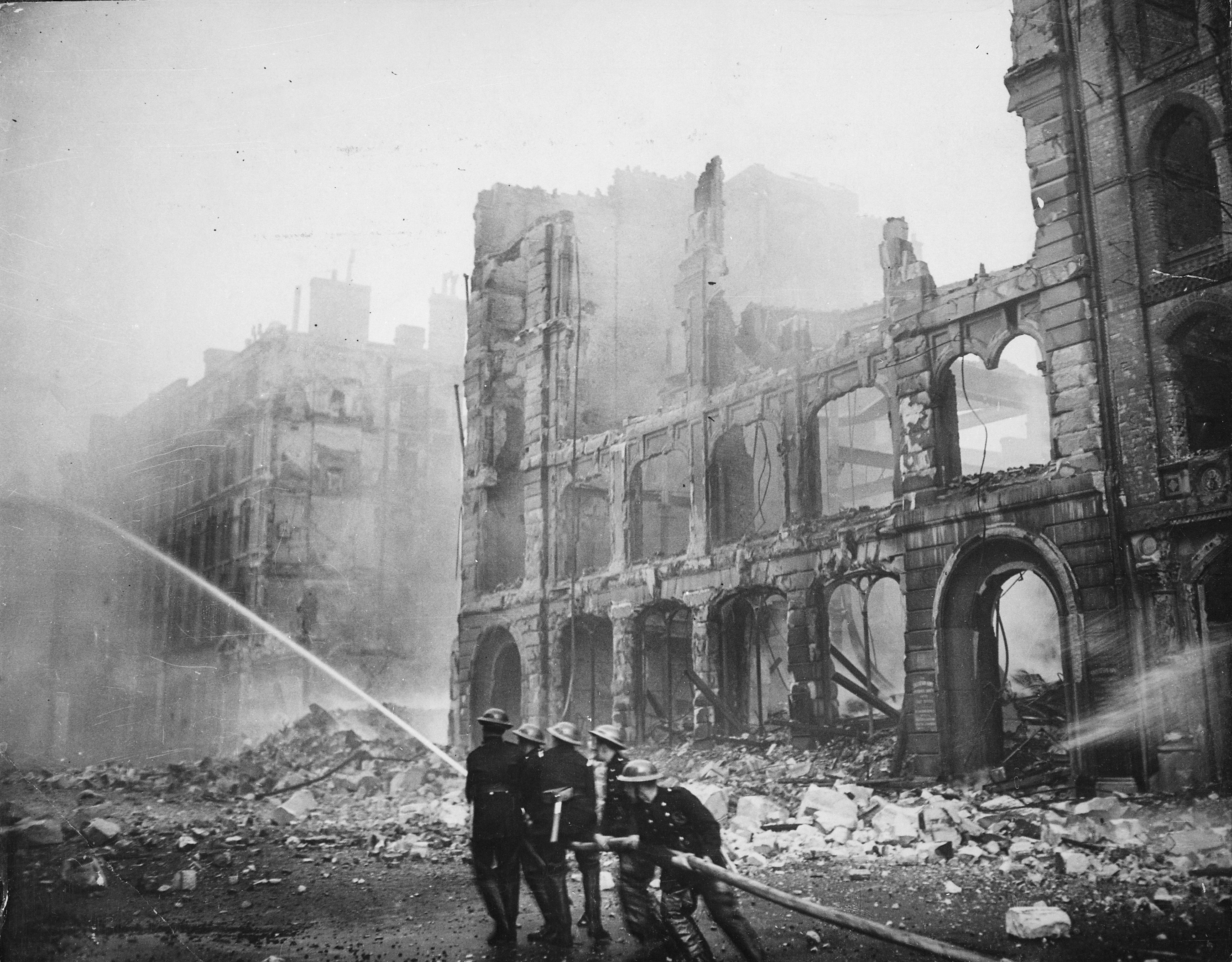
Bomberos luchando contra el fuego entre edificios en ruinas.

En febrero de 1941, el almirante Erich Raeder persuadió a Hitler de atacar puertos británicos para apoyar a la Kriegsmarine en la batalla del Atlántico. Hitler dio órdenes el 6 de febrero para que la Luftwaffe concentrase sus ataques en los puertos, principalmente en Plymouth, Portsmouth, Brístol y Avonmouth, Swansea, Liverpool, Belfast, Clydebank, Kingston upon Hull, Sunderland, y Newcastle upon Tyne. Cuarenta y seis ataques se organizaron sobre estas ciudades entre el 19 de febrero y el 12 de mayo, con sólo siete dirigidos contra Londres, Birmingham, Coventry, y Nottingham.
En esos momentos, los objetivos eran tanto civiles como industriales, y las incursiones tenían como misión provocar terror en la población. Las defensas británicas habían mejorado mucho para entonces.

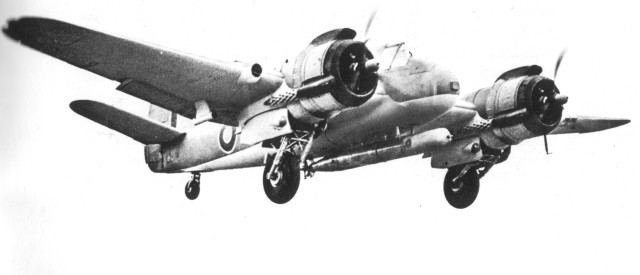
Caza pesado Bristol Beaufighter, en la ilustración en configuración de torpedero

El Bristol Beaufighter, caza pesado bimotor equipado con radar, demostró ser efectivo contra los bombarderos, con la ayuda de los radares de tierra, que guiaban a los cazas nocturnos hasta sus objetivos. Un número cada vez mayor de armas antiaéreas y luces de búsqueda eran controladas por radar, aumentando la precisión. Desde inicios de 1941 las pérdidas de la Luftwaffe se incrementaron (28 en enero, 124 en mayo). Con la inminente invasión de la Unión Soviética requiriendo el traslado de fuerza aérea hacia el Este, el Blitz finalizó en mayo de 1941.
Un último ataque importante tuvo lugar sobre Londres el 10 de mayo, donde numerosos edificios importantes fueron dañados o destruidos, entre ellos el Museo Británico, el Palacio de Westminster y el Palacio de St. James.

## El Blitz Baedeker
El Blitz Baedeker fue una serie de incursiones realizadas a partir de abril de 1942 como represalia por el bombardeo por parte de la RAF de la histórica ciudad alemana de Lübeck. Las incursiones Baedeker tenían como objetivo ciudades sin importancia estratégica como Bath, Canterbury, Exeter, Norwich y York. Iglesias y otros edificios públicos eran frecuentemente los objetivos de estas incursiones, en un intento de socavar la moral civil. Baedeker es el nombre de una guía turística alemana, que otorgaba tres estrellas a los lugares dignos de ser visitados. Esta guía pareció ser la que marcó involuntariamente los objetivos británicos al calificarlos con tres estrellas, de ahí el nombre de este Blitz.

## Consecuencias del Blitz

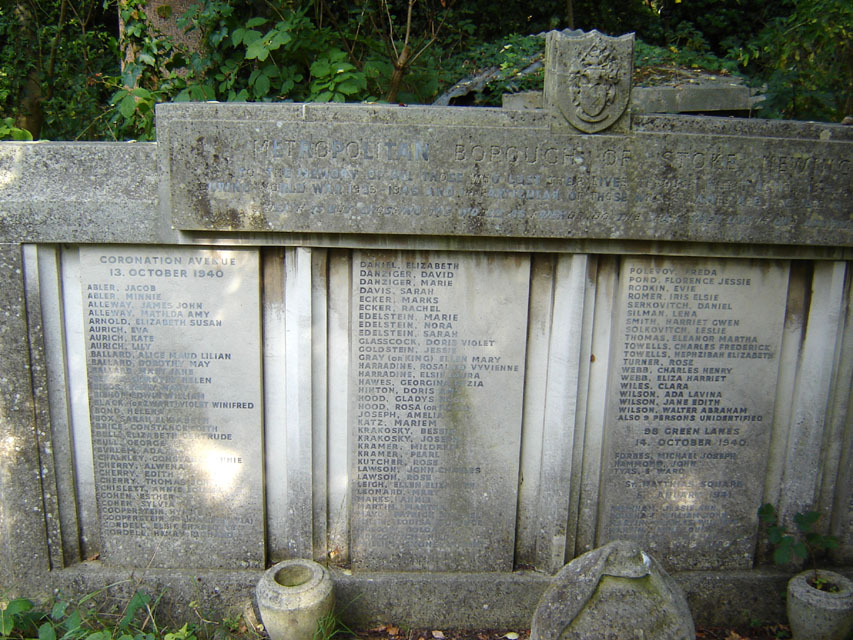
Monumento a las víctimas del Blitz, ubicado en el cementerio de Abney Park, en Londres

Los alemanes fracasaron en su objetivo de vencer al Reino Unido, o al menos en invadirlo. Había previamente una amplia creencia en la teoría de que un bombardeo aéreo masivo minaría la moral de la población hasta el punto del colapso gubernamental. Hitler había predicho que la clase trabajadora sería incitada contra la clase rica dominante para llevar a cabo una revolución, pero se equivocó. Sin embargo, las visitas de la Reina al East End londinense no eran muy apreciadas por la población, de hecho fue abucheada en alguna ocasión. Tras algunos daños menores al Palacio de Buckingham, se dijo que la reina expresó que entonces "podía mirar a la cara al East End".
Los alemanes infligieron grandes daños. Los bomb sites eran lugares llenos de escombros donde en su momento se alzaron viviendas, que fueron comunes en ciudades británicas hasta la década de 1980. Los ataques forzaron el traslado de recursos a la defensa, e interrumpieron en gran medida la vida en el país. Se estima que 43 000 civiles murieron durante la campaña, con más de 139 000 heridos, y un millón de casas destruidas. Las pérdidas alemanas fueron relativamente bajas, alrededor de 600 bombarderos (una tasa de pérdidas del 1,5 % por misión), aunque muchos de ellos fueron resultado de accidentes al tomar tierra en sus propias bases.
Para los británicos, el que los alemanes fuesen capaces de infligir tanto daño a tan bajo coste fue un fallo innegable. El país estaba muy poco equipado para enfrentarse a una campaña de bombardeo estratégico, y el número de refugios antiaéreos estaba muy por debajo de lo requerido, forzando a las autoridades londinenses a usar alrededor de 80 estaciones del Metro de Londres para refugiar a unas 177 000 personas. En cambio, los alemanes hicieron un mucho mejor esfuerzo (aunque finalmente inefectivo) para proteger a su población contra los bombardeos aliados posteriores, quizá aprendiendo de los errores británicos.
Los británicos resistieron el Blitz. Se llevaron a cabo grandes mejoras en sus defensas durante su desarrollo. También se empleó la propaganda, retroalimentando el estoicismo del pueblo británico con películas como London Can Take It, realizada por Humphrey Jennings.
El periodista radiofónico estadounidense Edward R. Murrow estaba destacado en Londres durante el Blitz, y realizaba emisiones en directo a los Estados Unidos durante los bombardeos. Emisiones en directo desde un frente de guerra no habían sido escuchadas nunca por ningún radioyente antes de las realizadas por Murrow. Sus emisiones fueron enormemente importantes para aumentar la simpatía del pueblo estadounidense ante la resistencia británica a la agresión nazi.

## Listado de sitios dañados
- All Hallows by-the-Tower
- All Hallows-on-the-Wall
- All Saints Notting Hill
- Arsenal Stadium
- Bakers Row EC1
- Balham tube station – 14 de octubre de 1940
- Bank tube station – 11 de enero de 1941
- Big Ben – 10 de mayo de 1941
- Birmingham Cathedral – 7 de noviembre de 1940
- Bounds Green station – 13 de octubre de 1940
- British Museum – 10 de mayo de 1941
- Buckingham Palace
- Bull Ring Market Hall, Birmingham
- Café de Paris – 8 de marzo de 1941
- Central Telegraph Office – 29 de diciembre de 1940
- Charles Church, Plymouth – 20–21 de mayo de 1941
- Chelsea Old Church
- Christ Church, Newgate
- Coventry Cathedral
- Coventry and Warwickshire Hospital
- Cross Street Chapel, Mánchester, diciembre 1940
- Dutch Church
- Domus Dei, Portsmouth – 10 de enero de 1941
- Euston station – 15 de noviembre de 1940
- Free Trade Hall
- Gran Sinagoga de Londres – 10 de mayo de 1941
- Guildhall – 29 de diciembre de 1940
- Holland House
- Houses of Parliament – 10 de mayo de 1941
- Lambeth Palace – 10 de mayo de 1941
- Lambeth Walk – 18 de septiembre de 1940
- Leeds Town Hall – 15 de marzo de 1941
- London Library
- Manchester Cathedral – 24 de diciembre de 1940
- Manchester Piccadilly
- Manchester Victoria station
- Marble Arch Underground station – 17 de septiembre de 1940
- National Portrait Gallery – 15 de noviembre de 1940
- Nottingham Trent University, Nottingham – mayo, 1941
- Old Bailey – 10 de mayo de 1941
- Old Trafford – 11 de marzo de 1941
- Palace Theatre – septiembre 1940
- Paternoster Row – 29 de diciembre de 1940
- Portsmouth Guildhall
- Portsmouth Harbour railway station
- Queen's Hall – 10 de mayo de 1941
- Royal Exchange, Mánchester
- Shell Mex House – 15 de septiembre de 1940
- Saint Mary's Guildhall, Coventry
- Escuela primaria St. Joseph's católica – 10 de mayo de 1941
- St Alban Wood Street
- St Alfege's Church, Greenwich – 19 de marzo de 1941
- St. Andrew-by-the-Wardrobe
- St Andrew Holborn
- St Ann's Church – diciembre 1940.
- St Augustine Watling Street
- St Bartholomew the Less
- St Botolph Aldersgate
- The Cathedral Basilica of St Chad, Birmingham – noviembre 1940
- St. Clement Danes
- St Dunstan-in-the-East
- St George in the East – mayo 1941
- St James Garlickhithe
- St. James's Palace – 10 de mayo de 1941
- St Lawrence Jewry – 29 de diciembre de 1940
- St Luke's Church, Liverpool
- St Mary Abchurch
- St Mary Aldermanbury
- St Mary-le-Bow – 10 de mayo de 1941
- St Mary's Church, Swansea – febrero 1941
- St Nicholas Cole Abbey
- St Olave Hart Street
- St Paul's Cathedral – 29 de diciembre de 1940
- St Peter's Hospital, Bristol
- St Thomas Church, Birmingham
- St Vedast alias Foster
- Temple Church
- Trafford Park, Mánchester. 23 de diciembre de 1940
- Villa Park, Birmingham
- Watts Warehouse, Mánchester
- Westminster Abbey – 15 de noviembre de 1940
- Westminster Hall – 10 de mayo de 1941